# Евреи в Нидерландах
Большая часть истории евреев в Нидерландах охватывает период между концом XVI века и Второй мировой войной.

## Ранняя история
Регион, известный в настоящее время как Нидерланды, был частью испанской империи, а в 1581 году северные провинции Нидерландов объявили независимость. Основным мотивом было желание исповедовать протестантство, запрещённое в Испании. Так, религиозная терпимость стала эффективным и важным элементом конституции нового независимого государства. Это, безусловно, привлекло евреев, которые во многих странах страдали от преследований из-за своей религии. В особенности это касалось евреев Испании и Португалии — сефардов. Они бежали от испанской инквизиции, поставившей их перед выбором — принять христианство или уехать из страны. Большинство евреев уехали в Северную Америку или в Османскую империю. Небольшая группа направилась на север, вначале в основном в Антверпен, а к концу XVI века евреи стали поселяться в Амстердаме, образовав к 1700 году самую большую общину в Западной Европе (10 тыс. человек). Сефардов и сегодня можно отличить по фамилиям: Перейра, Кардозо, Нунес, Де Пинто и Вас Диас.
О проживании евреев в провинции Холланд до 1593 года ничего не известно. Тем не менее, в некоторых источниках упоминается присутствие евреев в других провинциях Нидерландов в более ранний период, что было связано с их изгнанием из Франции в 1321 году и гонениями на евреев в провинциях Эно и Рейн. Присутствие первых евреев в провинции Гелдерланд зафиксировано в 1325 году. Евреи также поселились в Наймейхене (старейшее поселение), Дусбурге, Зютфене и Арнеме (в 1404 году). В 1349 году император Священной Римской империи Людовик IV поручил герцогу Гельдерна принять евреев в своём княжестве. Они заплатили налоги и находились под защитой закона. На суде в Арнеме, где упоминается врач-еврей, судья выступил в защиту евреев от враждебности местного населения. Дата поселения евреев в провинции Утрехт неизвестна, однако из записей раввинов в отношении кашрута следует, что еврейская община появилась там во времена Священной Римской империи. В 1444 году евреи были изгнаны из города Утрехт, но в деревне Маарссен, в двух часах от Утрехта, к ним сохраняли терпимость. Их положение было крайне нелёгким. До 1789 года евреям было запрещено ночевать в Утрехте, по этой причине община Маарссена в этот период стала одной из важнейших для евреев Нидерландов. В провинцию Зейланд евреи были допущены герцогом Баварии Альбертом.

### Погром 1349 года
Известно о погроме, совершённом на территории Нидерландов в период Средневековья. После того, как в 1348 году разразилась эпидемия чумы, евреев обвинили в том, что они якобы отравили водоёмы и колодцы, из-за чего и появилась эта болезнь. Вследствие этого в 1349 году были заживо сожжены все евреи, живущие в окрестностях реки Эйссел и в городах Арнем, Наймейхен и Утрехт.
В XV веке положение евреев немного улучшилось, в отличие от других стран Европы, евреи не должны были жить в отдельных, ограждённых стенами районах (гетто) и иметь отличительные знаки на одежде. Однако евреев не допускали к большинству профессий, им строго запрещалось высказываться по поводу христианства, и жить они могли только среди своей общины. В XV веке евреи вновь получили разрешение давать деньги под проценты (рента иногда достигала более 40% в год).
В этот период в Нидерландах проживало небольшое количество евреев.

### Лишение Филиппа II суверенитета и гарантия свободы вероисповедания
В 1477 году, после того как Мария Бургундская и сын императора Фридриха III эрцгерцог Максимилиан вступили в брак, Нидерланды были объединены с Австрией и их имущество было передано короне Испании. В XVI веке в связи с преследованиями королей Испании Карла V и Филиппа II, Нидерланды участвовали в серии отчаянных и героических боёв. В 1522 году Карл V издал указ о борьбе с христианами, которые подозревались в слабой вере, и евреями провинций Гелдерланд и Утрехт, которые отказались перейти в христианскую веру. Он повторил эти указы в 1545 и 1549 годах. В 1571 году герцог Альба уведомил власти Арнема, что все евреи, живущие там, должны быть арестованы и задержаны до тех пор, пока не будет определено место их проживания. Однако в 1581 году депутатами Объединённых провинций была принята памятная декларация о независимости (Акт отречения), Филипп II был лишён суверенитета над Нидерландами, а свобода вероисповедания была гарантирована 13-й статьёй закона Утрехтской унии. Вследствие этого Нидерланды оказались местом убежища для преследуемых евреев из Испании и Португалии.

## Марраны и сефарды
Сефарды были изгнаны из Испании и Португалии в конце 1492 года, но многие из них оставались на Пиренейском полуострове, тайно практикуя иудаизм (см. марраны). Во вновь приобретших независимость голландских провинциях евреям предоставилась возможность исповедовать иудаизм открыто, и многие из них стали переселяться на голландские земли, в первую очередь в Амстердам. С появлением евреев в Амстердаме стало набирать силу их торговое влияние в городе.
В 1593 году марраны прибыли в Амстердам (после того как им было отказано селиться в Мидделбурге и Харлеме). Они играли важную роль в торговле и обладали большим экономическим потенциалом. Их усердный труд способствовал процветанию страны. Евреи встали на сторону дома Оранских, получив взамен покровительство королевской семьи. В тот период экономика Голландии бурно развивалась. Особенно развитие коснулось Амстердама, центра голландской торговли, куда евреи везли на продажу свои товары и через который они поддерживали отношения с другими странами, наиболее успешно с Левантом и Марокко. Император Марокко назначил послом в Гааге некоего Самуила Паллаче (1591—1626), при посредничестве которого в 1620 году были налажены торговые связи со странами Варварского берега.

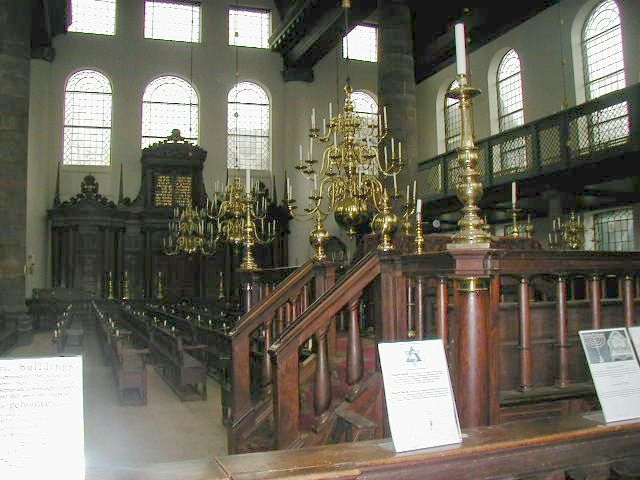
Португальская синагога в Амстердаме

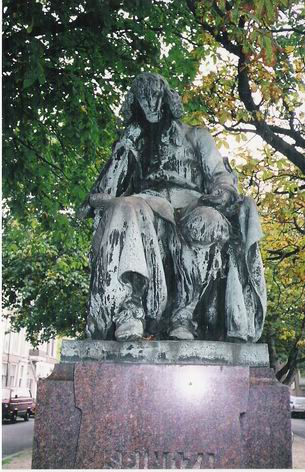
Памятник Бенедикту Спинозе возле его дома в Гааге

Отношения между Голландией и Южной Америкой были налажены, в основном, благодаря евреям, способствовавшим созданию Голландской Вест-Индийской компании в 1621 году, в которой они занимали некоторые важные посты. Амбициозные планы голландцев по завоеванию Бразилии были осуществлены португальским капитаном Франциско Ривейро, у которого предположительно были еврейские связи в Голландии. Несколько лет спустя голландские переселенцы в Бразилии обратились к населению Голландии с призывом, пытаясь привлечь ремесленников, среди которых евреи составляли значительную часть. В голландскую Бразилию, где существовала свобода вероисповедания, перебрались многие евреи. В 1636 году они построили в городе Ресифи самую старую синагогу на американском континенте — «Кахаль-Цур». В 1642 году около 600 евреев покинули Амстердам, в том числе два выдающихся учёных — Исаак Абоаб да Фонсека и Моисей Рафаэль де Агилар. В голландской Бразилии проживало около 1500 евреев, они составляли около половины её населения. Евреи занимались выращиванием сахарного тростника и работорговлей, они также поддерживали Голландию в её борьбе с Португалией за присутствие в Бразилии. 
Амстердамские евреи развивали и поддерживали торговые связи с разными европейскими странами. В письме от 25 ноября 1622 года король Дании Кристиан IV пригласил евреев Амстердама селиться в Глюкштадте, где наряду с другими привилегиями им была предоставлена свобода вероисповедания.
Кроме торговцев, среди испанских евреев в Амстердаме было много врачей: Шмуэль Абарбанель, Дэвид Нието, Илия Монтальто, семья Буено, в частности, Джозеф Буено консультировал Принца Морица Оранского во время его болезни в апреле 1623 года. Евреям разрешалось учиться в университете, где они изучали только медицину, поскольку они могли заниматься медицинской практикой. К юридической практике они не допускались, а присяга, которую они были вынуждены принять, не допускала профессорства. Евреев также не принимали в торговые гильдии. По закону, принятому в Амстердаме (города тогда пользовались автономией), они были из них исключены. Это не касалось ремёсел и профессий, которые имели отношение к религии и еврейской жизни (книгопечатание, книготорговля, продажа мяса, птицы, бакалейных товаров и лекарств). В 1655 году в порядке исключения евреям разрешили открыть сахарный завод. Известным сефардским евреем Амстердама того времени был Бенедикт (Барух) Спиноза, который был отлучён от еврейской общины в 1656 году после публикации своих идей о природе Бога в своей знаменитой работе «Этика».

## Ашкеназы
Многих ашкеназов также привлекали новые независимые голландские провинции, особенно к концу XVII века. Однако большинство из них были мигрантами, спасавшимися от преследований в других частях северной Европы, пиком которых стала Тридцатилетняя война (1618—1648) и восстание Хмельницкого в Польше в 1648. Так как большинство эмигрантов были бедными, их не ждали с распростёртыми объятиями. В частности, их переезд в большом количестве ставил под угрозу экономический статус Амстердама. И, за небольшим исключением, их прогоняли. Те, кому удалось остаться, поселялись в основном в сельской местности где, как правило, были коробейниками и уличными торговцами. Таким образом, во всех голландских провинциях существовало большое количество малых еврейских общин.
Во многих фамилиях ашкеназских евреев можно увидеть их происхождение: Полак, Московиц, Гамбургер, Фан Праах. Позднее ашкеназские евреи также использовали в качестве фамилии название зверей и фруктов, например, Де Хонд (hond — «собака»), Де Хаан (haan — «петух»), Схап (schaap — «овца»), Аппел (appel — «яблоко») и Ситрун (citroen — «лимон»).
Со временем многие из немецких евреев стали состоятельными людьми, благодаря розничной торговле и шлифованию алмазов, сохраняя в этой сфере монополию вплоть до 1870 года. Когда Вильгельм IV стал штатгальтером (1747), евреи нашли другого защитника в лице Виллема III. Он состоял в очень близких отношениях с главой семьи Де Пинто и не раз приезжал на его виллу Тюлпенбюрх, недалеко от Аудеркерка, вместе со своей женой. В 1748 году, когда французская армия стояла на границе и в казне было пусто, Де Пинто собрал большую сумму и предоставил её государству. Государственный секретарь Ван Хохендорп писал ему: «Вы спасли страну». В 1750 году де Пинто понизил ренту на погашение государственного долга с 4 до 3%.
Во время правления Виллема V страна была обеспокоена внутренними распрями, однако евреи остались верны ему. В день его совершеннолетия и вступления на престол 8 марта 1766 года во всех синагогах были проведены службы в его честь. Виллем V не забывал о своих подданных-евреях. 3 июня 1768 года он посетил как немецкую, так и португальскую синагоги, участвовал в свадебных церемониях ряда известных еврейских семей.

## Французская революция и Наполеон
В 1795 году Великая французская революция принесла свои плоды и в Нидерланды, в том числе и эмансипацию евреев. 2 сентября 1796 года Национальное собрание провозгласило резолюцию «ни одному еврею не должно быть отказано в правах или привилегиях, которые связаны с гражданством Батавской Республики и которыми он может пожелать воспользоваться». Моисей Мореско был назначен членом муниципалитета в Амстердаме, Моисей Ассер — членом суда там же. Старые консерваторы, во главе которых стоял главный раввин Яков Моисей Лёвенштамм, не стремились к эмансипации. Действительно, эти права по большей своей части давали довольно сомнительные преимущества, культура государства была не настолько развита, чтобы евреи могли быть полноценными членами общества. Кроме того, эта эмансипация была предложена им партией, которая свергнула с престола их любимого принца Оранского, семье которого они были настолько преданны, что главный раввин Гааги Саруко получил прозвище «Оранжевый священник», а мужчин при старом режиме называли «оранжевое стадо». Тем не менее, революция заметно улучшила положение евреев, и в 1799 году еврейские общины наравне с христианскими общинами получили субсидии из казны. В 1798 году Йонас Даниэль Мейер ходатайствовал французскому министру иностранных дел от имени евреев Германии, и 22 августа 1802 года посол Нидерландов Схиммелпеннинк вручил французскому министру ноту по этому же вопросу.
В период с 1806 по 1810 годы Нидерландами правил Луи Бонапарт, намерением которого было настолько изменить положение евреев в обществе, чтобы их вновь приобретённые права стали реальной ценностью. Так, например, в некоторых городах (Утрехте и Роттердаме) был перенесён день ярмарки с субботы на понедельник, была отменена обязательная в суде клятва More Judaico, стала действовать одна форма клятвы для евреев и христиан.
Чтобы приучить евреев к военной службе, он сформировал два батальона из 803 рядовых и 60 офицеров, которые были ранее отстранены от несения военной службы, даже от должности охранника города.
Однако короткий срок его правления не позволил осуществить все его планы.
Он хотел объединить ашкеназов и сефардов, но это ему не удалось. Также в его планах было создание школ для еврейских детей, которые были исключены из государственных школ. Организация общественной пользы (Maatschappij tot Nut van 't Algemeen), основанная в 1784 году, также не желала принимать евреев в свои члены.
Среди выдающихся евреев этого периода были Мейер Литтвальд, Лехермон, Ассер, Абраам Каподозе, физики Хайлброн, Давидс (который ввёл в употребление вакцинацию), Штайн Ван Лаун (теллур) и многие другие.

## XIX — начало XX веков

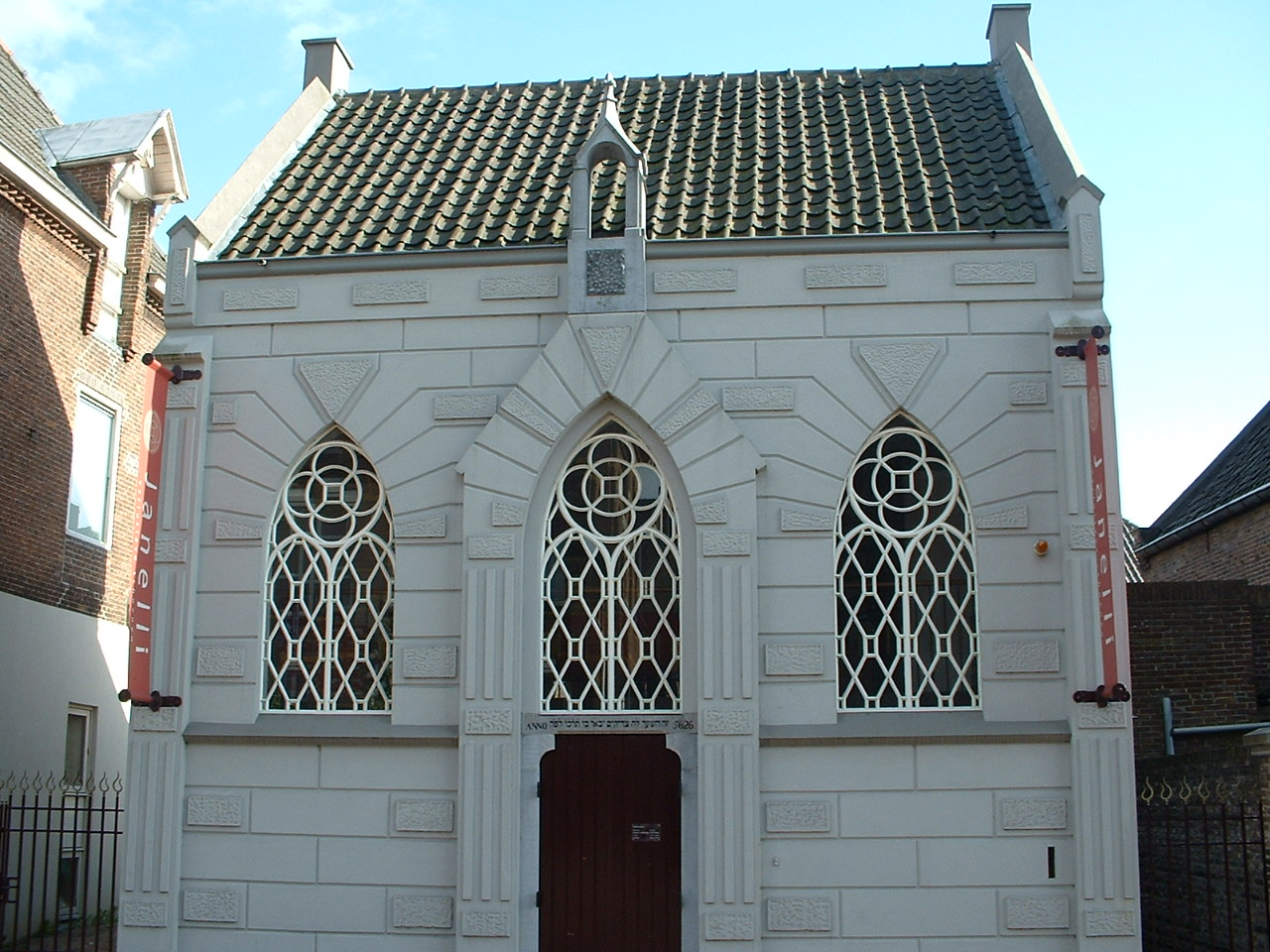
Синагога в городе Веххель. В Веххеле была небольшая деревенская община, достигшая наибольшего количества членов около 1900 года. В последующие годы община сократилась до 30 человек, а во время Холокоста была полностью уничтожена

30 ноября 1813 года Виллем VI прибыл в Схевенинген, а 11 декабря он был торжественно коронован и стал носить имя король Виллем I. 5 января 1814 года главный раввин Гааги Лехманс организовал специальную службу благодарения Богу, на которой молился о защите союзнических армий. Многие евреи сражались в Ватерлоо, где погибли тридцать пять еврейских офицеров. Виллем VI сам лично занимался организацией еврейской общины. 26 февраля 1814 года был принят закон об отмене французского режима. Процветание евреев в независимых Нидерландах продолжалось в течение всего XIX века. В 1900 году в Амстердаме проживали 51 000 евреев, из которых бедняками были 12 500. В Гааге соответственно 846 из 5754, в Роттердаме 1750 из 10 000, в Гронингене 613 из 2400, в Арнеме 349 из 1224. Общая численность населения Нидерландов в 1900 году составляла 5 104 137 человек, 2% из которых были евреями.
До Второй мировой войны Нидерланды и, в частности, Амстердам оставались важным центром поселения евреев. В последние десятилетия XIX века, а также в первые десятилетия XX века еврейская община Амстердама продолжала расти вследствие того, что евреи из медины («деревенские» — евреи, которые жили за пределами больших городов, таких как Амстердам, Роттердам и Гаага в многочисленных малых общинах на всей сельской местности Нидерландов) в массовом порядке покидали свои общины в поисках «лучшей жизни» в крупных городах.
Голландские евреи были верными сторонниками голландской монархии вплоть до конца XIX века. Большинство в начале XX стали социалистами и до Холокоста полностью интегрировались в социалистическую колонну.
С начала XIX века до Второй мировой войны численность евреев в Нидерландах значительно выросла. В период между 1830—1930 годами еврейское присутствие в Нидерландах увеличилось почти на 250%.
| Год  | Количество евреев | Источник                        |
| ---- | ----------------- | ------------------------------- |
| 1830 | 46 397            | Перепись населения*             |
| 1840 | 52 245            | Перепись населения*             |
| 1849 | 58 626            | Перепись населения*             |
| 1859 | 63 790            | Перепись населения*             |
| 1869 | 67 003            | Перепись населения*             |
| 1879 | 81 693            | Перепись населения*             |
| 1889 | 97 324            | Перепись населения*             |
| 1899 | 103 988           | Перепись населения*             |
| 1909 | 106 409           | Перепись населения*             |
| 1920 | 115 223           | Перепись населения*             |
| 1930 | 111 917           | Перепись населения*             |
| 1941 | 154 887           | Нацистская оккупация**          |
| 1947 | 14 346            | Перепись населения*             |
| 1954 | 23 723            | Комитет по демографии евреев*** |
| 1960 | 14 503            | Перепись населения*             |
| 1966 | 29 675            | Комитет по демографии евреев*** |

(*) Записано со слов лиц, обозначавших свою принадлежность к иудаизму во время описи населения Нидерландов.
(**) Лица, у которых по крайней мере одна бабушка или один дедушка — евреи. В другой описи населения нацистов общее число лиц, имеющих по крайней мере дедушку или бабушку еврея было установлено на отметке 160 886: 135 984 лица, у которых трое или четверо прародителей — евреи (т. н. «полные евреи»); 18 912 евреев с 2 прародителями-евреями («полуевреи»), 3538 из которых были членами общины; 5990 c 1 евреем-прародителем («евреи на четверть»).
(***) Количество членов еврейской общины Нидерландов (только евреи по Галахе).

## Холокост

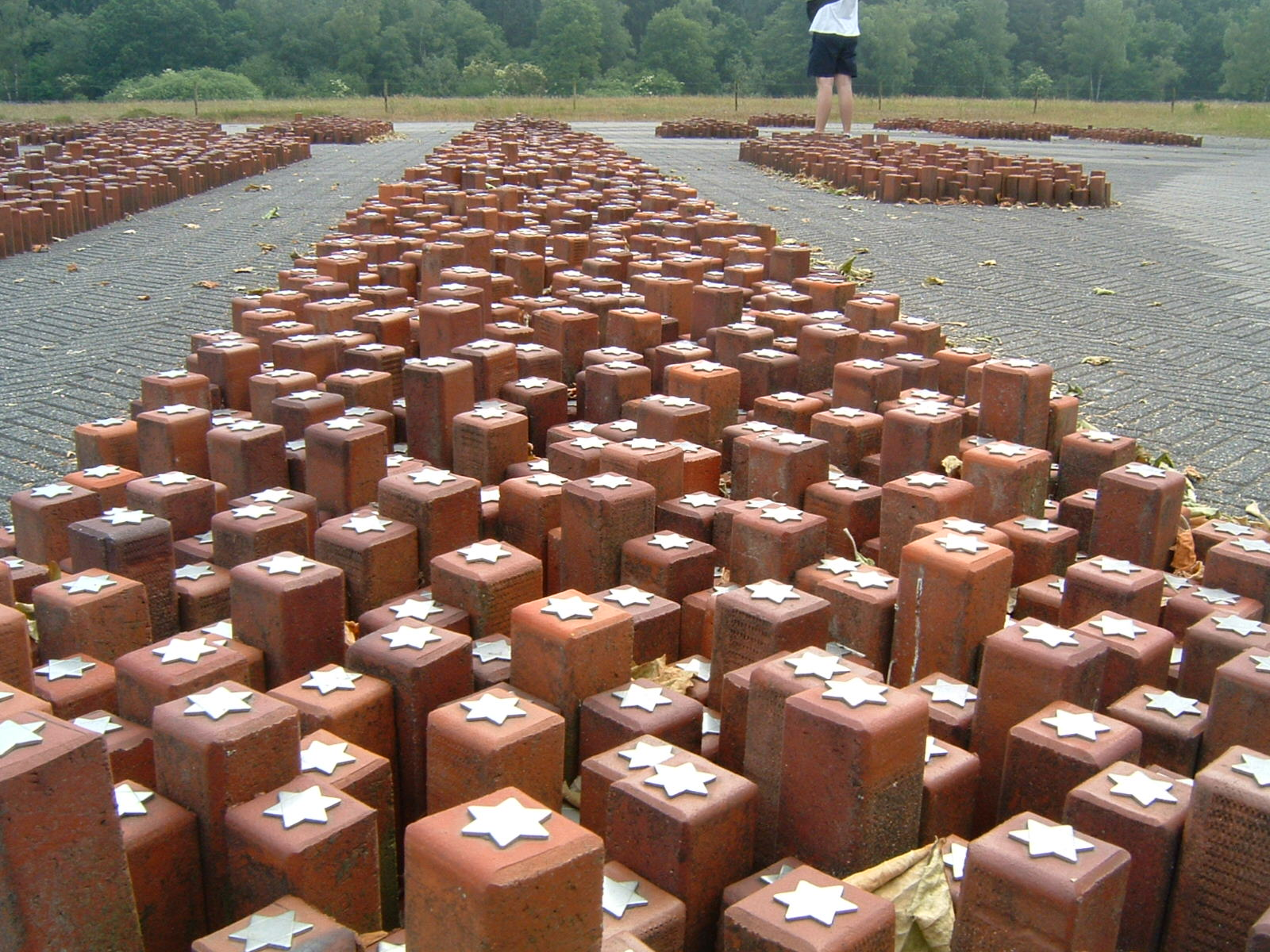
Монумент рядом с бывшим концентрационным лагерем Вестерборк: каждый из камней представляет человека, оставшегося в Вестерборке и погибшего в лагере нацистов

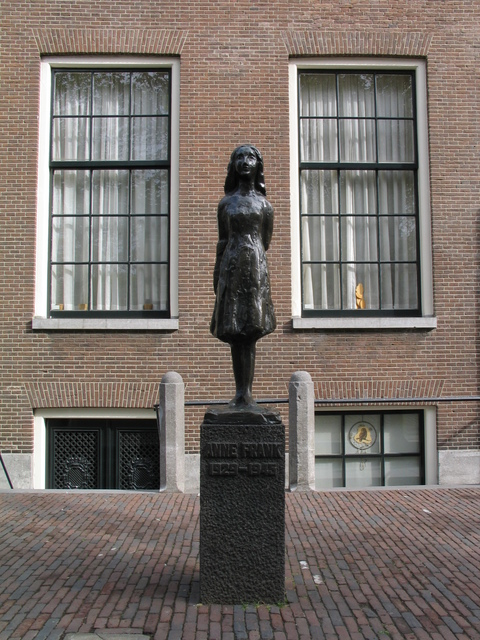
Статуя в Амстердаме в память об Анне Франк — еврейской девочке, автора «Дневника Анны Франк» скрывавшейся во время Второй мировой войны

В 1939 году в Нидерландах проживало около 140 000 евреев, в их числе около 25 000 немецких евреев-беженцев, которые покинули Германию в 1930-х годах (другие источники утверждают, что около 34 000 евреев бежало в Нидерланды между 1933 и 1940 годами, в основном из Германии и Австрии). Нацистские оккупационные силы указывали, что число евреев в Голландии в 1941 году составляло 154 000. В переписи, проведённой нацистами, около 121 000 человек назвали себя членами голландско-израильской общины (ашкеназы); 4300 человек причислили себя к членам португальско-израильской общины (сефарды). Около 19 000 человек сообщили о двух еврейских дедушках/бабушках (хотя считается, что у многих из них было три еврейские дедушки/бабушки, но из-за страха быть признанными нацистскими властями евреями, а не полуевреями, они скрывали этот факт). Около 6000 человек заявили об одном еврейском дедушке или бабушке. Примерно 2500 евреев причислили себя к христианской церкви (преимущественно к Голландской реформистской, Кальвинистской реформатской или Католической).
В 1941 году большинство голландских евреев жили в Амстердаме. Данные переписи, проведённой в том же году, показывают расселение евреев в Голландии в период начала Второй мировой войны (указывается число евреев, основанное не на «расовых» стандартах, используемых нацистами, а по самоопределению):
1. Гронинген — 4682
2. Фрисланд — 851
3. Дренте — 2498
4. Оверэйсел — 4345
5. Гелдерланд — 6663
6. Утрехт — 4147
7. Северная Голландия — 87,026 (в том числе Амстердам — 79 410)
8. Южная Голландия — 25 617
9. Зеландия — 174
10. Северный Брабант — 2320
11. Лимбург- 1394

Всего — 139 687
К 1945 году только около 35 000 из них остались в живых. Точное число «полных евреев», переживших Холокост, составляет примерно 34 379 (8500 из которых находились в смешанных браках, что позволило им избежать депортации и смерти в нацистских концентрационных лагерях), число «полуевреев», которые оставались в Нидерландах к концу Второй мировой войны составляет 14 545 человек, а «на четверть евреев» — 5990 [2]. Около 75% голландского еврейства погибло. К числу факторов, повлиявших на гибель такого количества людей, относится нехватка убежищ. Нидерланды очень густонаселённая страна и поэтому было мало возможностей найти убежище в лесах или других естественных укрытиях.
В первый год оккупации Нидерландов евреи были обязаны регистрироваться в государственных учреждениях и им было запрещено заниматься некоторыми видами деятельности. Начиная с января 1942 года некоторые голландские евреи были переселены в Амстердам, а остальных депортировали прямо в Вестерборк, концентрационный лагерь неподалёку от деревни Хоогхален. Он был основан в 1939 году правительством Нидерландов с целью предоставления убежища для евреев, спасавшихся от преследований нацистов. Однако, в действительности Вестерборк стал выполнять функции транзитного центра из которого евреев направляли в нацистские лагеря смерти в Центральной и Восточной Европе. Наряду с концентрационным лагерем Вестерборк в Нидерландах действовало ещё четыре концентрационных транзитных лагеря в Фюхте, Оммене, Амерсфорте и Схоорле .
Все неголландские евреи были также депортированы в Вестерборк. Кроме того, свыше 15 000 евреев были отправлены в трудовые лагеря. Депортация евреев из Нидерландов в Польшу и Германию началась 15 июня 1942 года и завершилась 13 сентября 1944 года. В конечном итоге около 101 000 евреев были депортированы 98 этапами из Вестерборка в Освенцим (57 800; 65 этапов), Собибор (34 313; 19 этапов), Берген-Бельзен (3 724; 8 этапов) и Терезин (4466; 6 этапов), где большинство из них были убиты. Ещё 6000 евреев были депортированы из других мест (например, из Фюхта, Нидерланды) в концентрационные лагеря Германии, Польши и Австрии (например, Маутхаузен). Только 5 200 выжили. Голландцы помогли укрыться около 25 000 — 30 000 евреям (см. Корри тен Бом), но только 16 500 из них выжили. Другие, среди которых было много членов сочувствующего Германии Движения Национал-Социалистов (NSB), наоборот, содействовали немцам в поисках и арестах евреев. Одни делали это по службе — многие учреждения (Амстердамская городская администрация, Голландская муниципальная полиция, и Голландские железные дороги) сотрудничали с нацистами и способствовали депортации евреев, другие — из-за страха или безразличия, а некоторые — за денежное вознаграждение. От 7000 до 8000 евреев смогли выжить, скрывшись в Испании, Великобритании и Швейцарии или состоя в браке с неевреями (что и спасло их от депортации или смерти).
Однако процент спасшихся евреев был разным в разных частях Нидерландов. Так, например, в Гронингене было уничтожено более 90 % еврейского населения, а в Эйндховене погибло чуть больше 40 % еврейского населения.
Одной из самых известных жертв Холокоста в Нидерландах была Анна Франк. Вместе с её сестрой Марго Франк, она была убита нацистами в марте 1945 года в концентрационном лагере Берген-Бельзен. Мать Анны Франк, Эдит Франк-Холландер, погибла в Освенциме. Отец Анны Франк, Отто Франк, пережил войну. Жертвами нацистов также стали Этти Хиллесум и известный импресарио и бизнесмен Абраам Ицек Тушински, построивший знаменитый театр Тушинского в Амстердаме.
В отличие от многих других стран, где было уничтожено практически все, что имело отношение к жизни и культуре еврейской общины, в Амстердаме сохранилось большое количество раввинских записей, поэтому история голландского еврейства исключительно хорошо документирована.

## 1945—1960 годы
Еврейское население Нидерландов в послевоенное время характеризуется высокой миграцией, низкой рождаемостью и большим количеством смешанных браков. После Второй мировой войны тысячи выживших евреев эмигрировали в Израиль (там сейчас проживает около 6000 голландских евреев) и США. В 1947 году через два года после окончания Второй мировой войны общее число евреев в Нидерландах по данным переписи населения составляло лишь 14 346 (по сравнению с 154 887 по переписи 1941 года). Позднее в 1954 году эта цифра была скорректирована еврейскими организациями до 24 000. Тем не менее, эти цифры намного меньше указанных в также спорной переписи населения проведённой нацистской Германией в 1941 году, так как записывали на основе «расы». То есть сотни христиан еврейского происхождения оказались в списках евреев.
Рауль Хильберг в своей книге Perpetrators, Victims, Bystanders: The Jewish catastrophe, 1933—1945 приводит следующие данные: «В Нидерландах проживало 1572 протестантов еврейского происхождения (по данным на 1943 год) и около 700 евреев-католиков (в период нацистской оккупации)».
Расселение евреев в Нидерландах в 1954 году (провинции, число евреев):
| - Гронинген — 242 - Фрисланд — 155 - Дренте — 180 - Оверэйсел — 945 - Гелдерланд — 997 - Утрехт — 848 | - Северная Голландия — 15 446 (в том числе Амстердам — 14 068) - Южная Голландия — 3934 - Зеландия — 59 - Северный Брабант — 620 - Лимбург — 297 |

Всего — 23 723

## Период 1960—1970-х
В шестидесятых-семидесятых годах XX века наблюдалось заметное снижение рождаемости среди голландских евреев и увеличение числа смешанных браков. Если в 1945—1949 годах число таких браков от общего числа браков среди евреев составляло 41% среди мужчин и 28% среди женщин, то в девяностых оно возросло до примерно 52%. Среди так называемых евреев по отцовской линии смешанные браки достигают 80%. В ответ на эту тенденцию была предпринята попытка создать дополнительную возможность для незамужних евреек найти неженатого еврея и, наоборот, для чего и были созданы такие сайты знакомств как Jingles, Jentl и Jewell.
Согласно результатам исследования, проведённого еврейской социальной службой (Joods Maatschappelijk Werk) большой процент голландских евреев получили университетское образование и уровень трудоустройства среди еврейских женщин выше, чем среди неевреек.

## с 1980-х и до наших дней
Еврейское население в Нидерландах стало более «интернациональным» с притоком израильских и российских евреев в 1980—1990-х. Приблизительно каждый третий еврей, живущий в Голландии неголландского происхождения. Число израильских евреев, проживающих в Нидерландах (в основном в Амстердаме) исчисляется тысячами (по одним источникам число израильских иммигрантов в Нидерландах составляет 5000—7000, по другим около 12 000), однако лишь сравнительно небольшое число этих евреев относятся к какой-либо из религиозных еврейских общин. За последние два десятилетия около 10 000 голландских евреев эмигрировали в Израиль.
В настоящее время в Нидерландах проживает от 41 000 до 45 000 евреев. Большая часть из них являются евреями по галахе (традиционное еврейское право), то есть по материнской линии (70% — около 30 000 человек) и около 30% или 10000—15000 евреев по отцовской линии. Их число составляло 12,470 в апреле 2006 года. Большинство нидерландских евреев живут в крупных городах на западе страны, таких как Амстердам, Роттердам, Гаага, Утрехт; около 44% всех голландских евреев живут в Амстердаме, который считается центром еврейской жизни. В 2000 году 20% еврейского населения Нидерландов было старше 65 лет, показатели рождаемости были низкими. Исключением является растущее ортодоксальное еврейское население, особенно в Амстердаме.
В настоящее время в Нидерландах находится около 150 синагог, примерно в 50 из которых проводятся религиозные службы. Самые большие еврейские общины находятся в Амстердаме, Роттердаме и Гааге. Небольшие общины встречаются по всей стране: в Алкмаре, Алмере, Амерсфорте, Амстелвене, Буссуме, Дельфте, Гарлеме, Хилверсуме, Ляйдене, Схидаме, Утрехте и Зандаме в западной части страны; в Бреде, Эйндховене, Маастрихте, Мидделбурге, Остерхауте и Тилбурге в южной части страны; в Аалтене, Апелдорне, Арнеме, Ассене, Девентере, Дутинхеме, Энсхеде, Гронингене, Херенвене, Хенгело, Леувардене, Неймегене, Винтерсвайке, Зютфене и Зволле в восточной и северной частях страны.

### Современный антисемитизм
С притоком беженцев из арабских стран (Марокко, Ирана, Ирака и др) в Нидерландах стал развиваться антисемитизм. Религиозные евреи всё чаще стали слышать в свой адрес угрозы, известны случаи вандализма, в результате которых была усилена охрана еврейских организаций.
Согласно рапорту организации CIDI (Центр информации и документации Израиль) в Нидерландах случаи антисемитизма за прошедшие несколько лет заметно участились. В период 2005—2007 годы был замечен рост инцидентов на 64%.
7 ноября 2024 года в Амстердаме произошел «организованный погром» направленый против болельщиков Маккаби Тель-Авив и израильтян проживавших в гостиницах. Полиция действовала несвоевременно и проигнорировала нарастающую напряженность.

## Религия

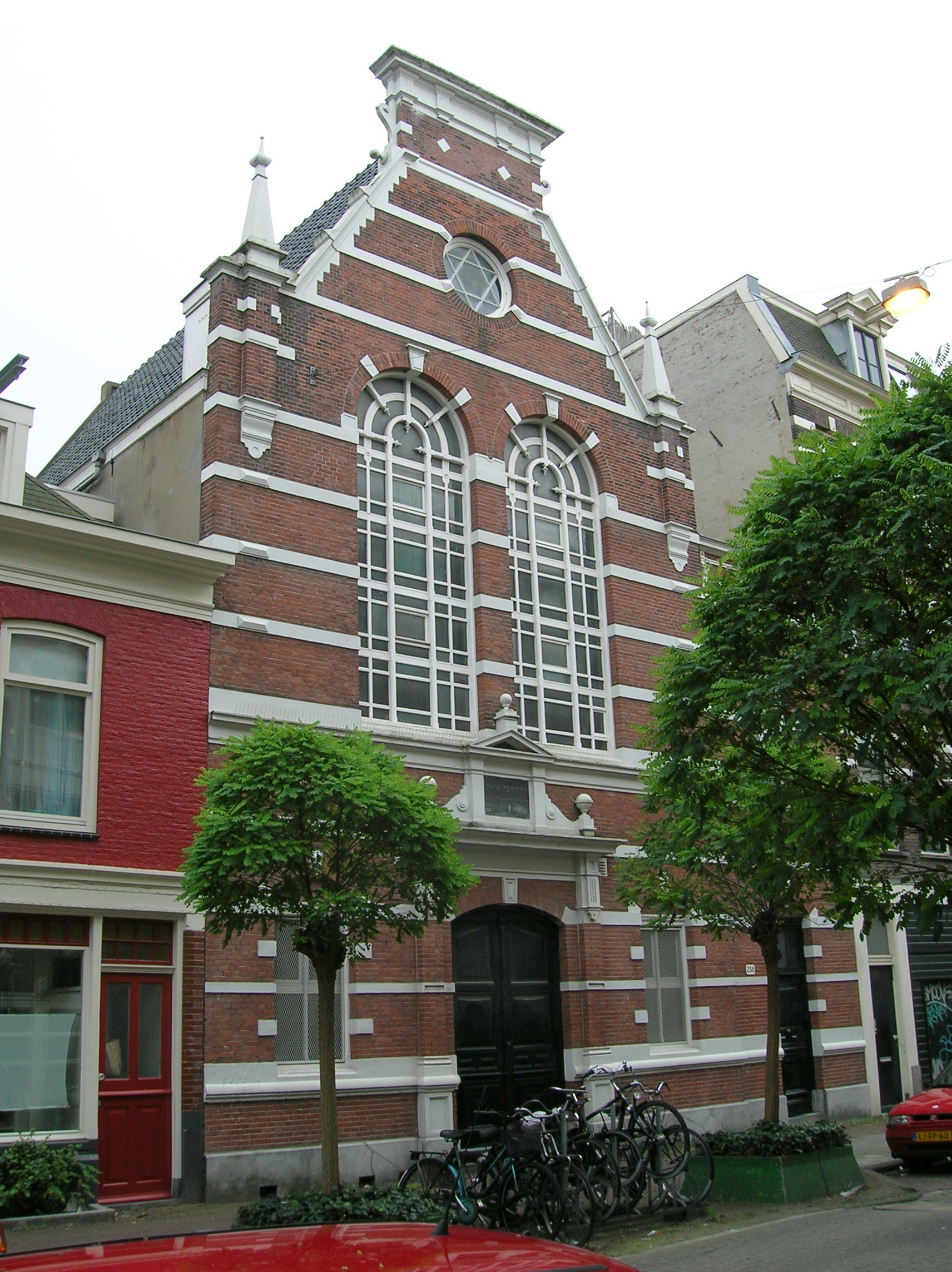
Синагога на улице Gerard Doustraat в Амстердаме, Нидерланды

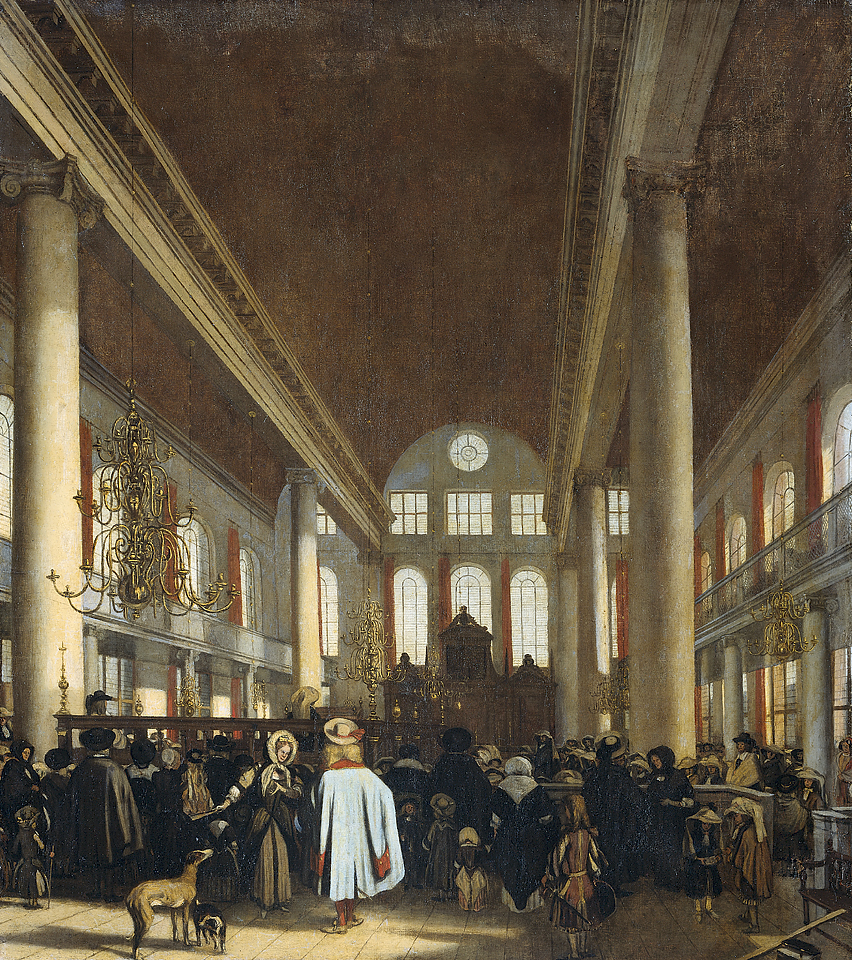
Интерьер португальской синагоги в Амстердаме, 1680, Эмануэль де Витте, коллекция Государственного музея, Амстердам

9,000 из 30.000 Нидерландских евреев (30%) являются членами одной из семи основных еврейских религиозных организаций. Также существуют небольшие независимые синагоги.

### Ортодоксальный иудаизм
Большинство евреев в Нидерландах, принадлежащих к еврейской общине — члены нидерландского израэлитского религиозного сообщества NIK - Nederlands Israëlitisch Kerkgenootschap, которое является частью ортодоксального направления иудаизма (ашкеназы). NIK насчитывает около 5000 членов в 36 общинах (из них только в Амстердаме и окрестностях 13) в 4 подведомственных областях (Амстердама, Гааги, Роттердама и межпровинционального раввината), являясь значительно больше союза либеральных синагог (LJG) и в тринадцать раз больше португальского-израильского религиозного сообщества (PIK). Только в Амстердаме NIK регулирует тринадцать действующих синагог. NIK был основан в 1814 году, и на пике своего расцвета в 1877 году, объединял 176 еврейских общин. Перед Второй мировой войной это количество сократилось до 139 и на сегодня составляет 36 общин. Кроме регулирования 36 общин, NIK также несёт ответственность за более чем 200 еврейских кладбищ на всей территории Нидерландов (от общего числа еврейских кладбищ 250).
Члены небольшой общины португальских евреев (PIK) — португальско-израильское религиозное сообщество — сефарды, в её состав входят около 270 семей, и с главным центром в Амстердаме. Эта община была основана в 1870 году. На протяжении истории сефардские евреи в Нидерландах, в отличие от своих собратьев по религии ашкеназов, находились в основном в общинах Амстердама, Гааги, Роттердама, Наардена и Мидделбурга. Только одна община — в Амстердаме пережила Холокост и по-прежнему активна.
Хабад также активно работает в Нидерландах. Все три еврейские школы в Амстердаме расположены в районе Баутенфелдерт (Рош-Пина, Маймонида и Хэйдер), школа Хэйдер связана с направлением ультрарелигиозных евреев харедим. Хабад имеет одиннадцать раввинов, в Алмере, Амерсфорте, Амстелфейне, Амстердаме, Харлеме, Маастрихте, Роттердаме, Гааге и Утрехте. Руководителями синагог в Нидерландах являются раввин Йицхак Форст и Биньомин Якобс. Последний также является главным раввином межпровинциального опперраббината (голландская организация раввинов) и вице-президентом Хейдера. Хабад обслуживает около 2500 евреев в провинции Холланд, а также неизвестное число в остальной части Нидерландов.
В Амстердаме действует «русская синагога», прихожанами которой являются в основном выходцы из стран бывшего СССР.

### Реформистский иудаизм
Несмотря на то, что количество евреев в Нидерландах уменьшается, в последние десятилетия по всей стране наблюдается рост либеральных еврейских общин. Религиозное течение, привнесённое в начале 1930-х годов немецко-еврейскими беженцами, в настоящее время объединяет около 3500 евреев Нидерландов, являющихся прихожанами одной из нескольких либеральных синагог по всей стране. Либеральные синагоги находятся в Амстердаме (основана в 1931 году; 725 семей — около 1700 членов), Роттердаме (1968), Гааге (1959; 324 семей), Тилбурге (1981), Утрехте (1993), Арнеме (1965; 70 семей) , Энсхеде (1972), Алмере (2003) и Херенвейне (2000; около 30 человек), общиной руководят шесть раввинов. Союз либерально-религиозных евреев в Нидерландах (Verbond voor Liberaal-Religieuze Joden in Nederland (LJG)), в котором состоят все вышеупомянутые общины, связан с всемирным союзом прогрессивного иудаизма. 29 октября 2006 года LJG изменила своё название на Nederlands Verbond voor Progressief Jodendom (NVPJ) («голландский союз прогрессивного иудаизма»). В NVPJ шесть раввинов: Рубен Бар-Эфраим, Менно тен Бринк, Сонни Герман, Давид Лилиенталь, Авраам Сутэндорп и Эдвард ван Фоолен.
В Амстердаме в настоящее время строится новая либеральная синагога, в 300 метрах от нынешней. Это необходимо, поскольку здание стало слишком мало для растущего количества членов общины. Либеральная синагога в Амстердаме получает примерно 30 телефонных звонков в месяц от людей, желающих перейти в иудаизм. Количество людей, в действительности переходящих в веру гораздо меньше. Число перешедших в либеральный иудаизм составляет 200—400 человек, при наличии 3500 членов существующей общины.
В Амстердаме также находится Beit Ha’Chidush — прогрессивная религиозная община, основанная в 1995 году как светскими, так и религиозными евреями, посчитавшими, что пришло время для более открытого, разнообразного и обновлённого иудаизма. Община принимает в свои члены людей с самым разным багажом, в том числе гомосексуалистов и «евреев наполовину» (тех, у кого еврей-отец; первая еврейская община в Нидерландах которая допустила это). Организация Beit Ha’Chidush связана с реконструктивистским течением в иудаизме и организацией «Еврейское Обновление» в США, а также общиной либерального иудаизма в Британии. Раввин общины — уроженка германии Элиза Клафек, стала первой женщиной-раввином Нидерландов. Община использует синагогу Ауленбургер в самом центре Амстердама.
Klal Israel является независимым еврейским сообществом, основано в конце 2005 года. Берёт свои истоки из прогрессивного иудаизма. Община проводит службы в двух синагогах: раз в две недели в Делфте, и один раз в месяц в Ассене.

### Консервативный иудаизм
Течение иудаизма масортим появилось в Нидерландах в 2004 году, с образованием общины в городе Алмере . В 2005 г. в Masorti Nederland (Масортим Нидерланды) состояло около 75 человек, в основном проживающих в Almere. Члены общины так же присутствуют в Веспе, Утрехте, Амстердаме и Лейдене.

## Еврейская музыка и искусство

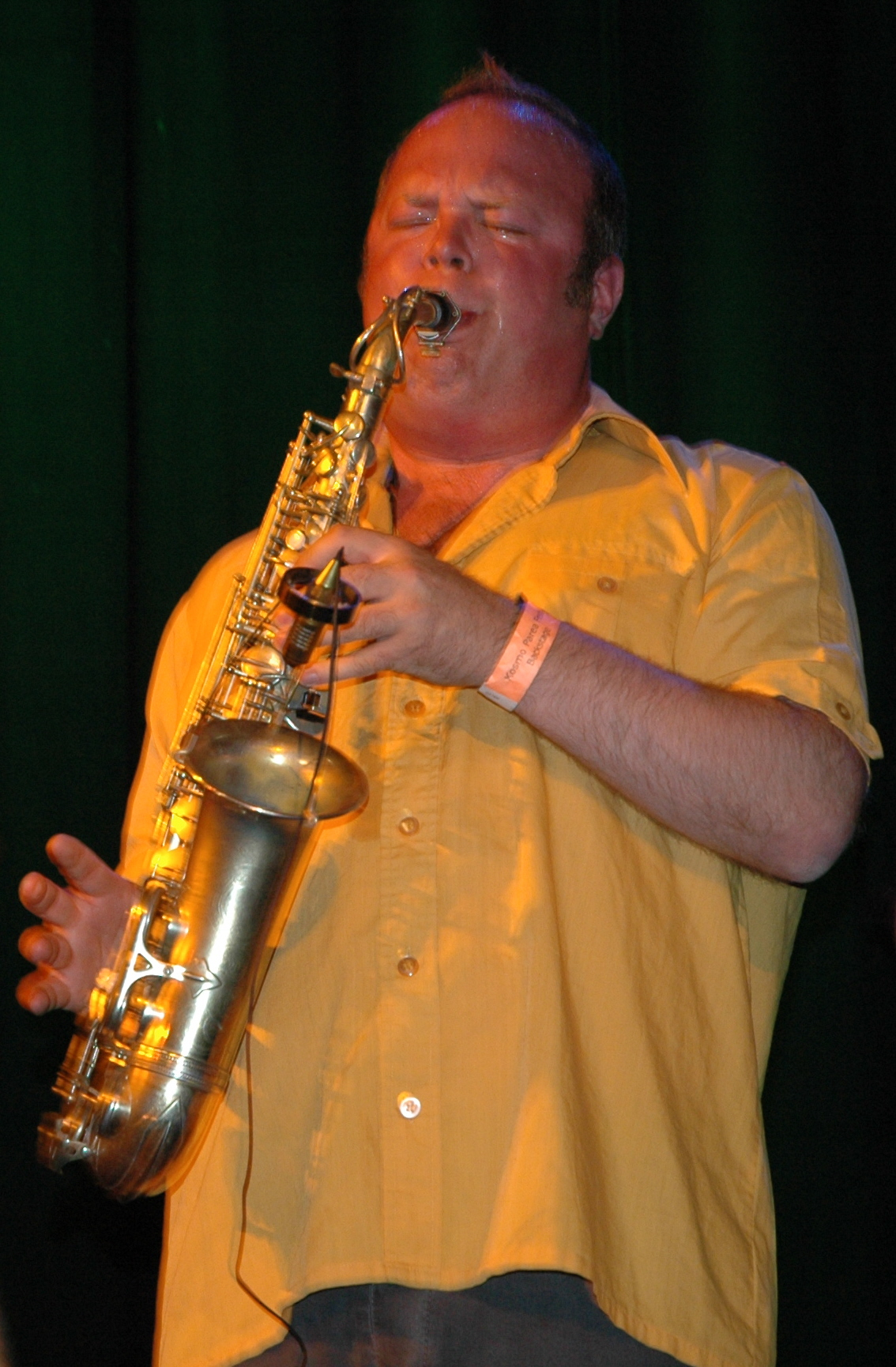
Основатель Amsterdam Klezmer Band, саксофонист и певец на идиш, Йоб Хайес

- Amsterdam Klezmer Band nl:Amsterdam Klezmer Band (нид.)

## Образование и молодёжные организации

### Еврейские школы
В Нидерландах работают три еврейские школы, которые расположены в Амстердаме. Они относятся к нидерландско-израильскому религиозному сообществу (NIK).
Рош Пина — это крупнейшая еврейская школа в Нидерландах для детей в возрасте от 4 до 12 лет. Классы в школе смешанные (мальчики и девочки вместе), в 2007 г. в ней обучалось 285 детей. Maimonides является второй по величине еврейской средней школой, в 2005 году там было примерно 160 учеников. Основана она была именно как еврейская школа, но несмотря на её принадлежность к NIK, в ней используют светскую учебную программу. В школе Cheider учатся около 200 еврейских детей всех возрастов и это единственная из трёх школ, которая полностью придерживается ортодоксальных еврейских традиций (харедим). Девочки и мальчики учатся в отдельных классах..

### Еврейские молодёжные организации
В Нидерландах есть несколько еврейских организаций, концентрирующихся на еврейской молодёжи:
- Bne Akiwa Holland (Bnei Akiva), Сионистская молодёжная религиозная организация
- CIJO, the youth organisation of CIDI (Centrum Informatie en Documentatie Israël), Политическая еврейская молодёжная организация.
- Gan Israel Holland, Голландский филиал молодёжной организации Хабада.
- Haboniem-Dror, социалистическое сионистское молодёжное движение.
- Ijar, организация еврейских студентов
- Moos, независимая еврейская молодёжная организация
- Netzer Holland, Сионистская молодёжная организация при поддержке NVPJ
- NextStep, еврейская молодёжная организация при Een Ander Joods Geluid

## Здравоохранение
В Нидерландах находятся два еврейских дома престарелых, которые работают в соответствии с еврейскими законами, в частности, там предусмотрено кошерное питание, имеются синагоги.
Один из них Бейт Шалом расположен в Амстердаме. В нём в данный момент живут около 350 евреев преклонного возраста. Второй (Mr L.E. Visserhuis) расположен в Гааге, где проживают около 50 евреев.
В больнице Амстельланд в Амстельфейне есть еврейское отделение, которое было основано после слияния больницы Tulp Hospital и Central Israelite Patient Care в 1978 году. Это единственное лечебное учреждение в Западной Европе, где уход и лечение пациентов проходит в соответствии с еврейскими законами. Пациентам предоставляется исключительно кошерное питание.
Центр Синай (Sinai Centrum) является еврейской психиатрической больницей, которая имеет филиалы в трёх городах — Амстердаме, Амерсфорте (основное здание) и Амстелвейне. Основное внимание здесь уделяется психическому здоровью, а также уходу за людьми с нарушениями интеллекта. В настоящее время это единственная еврейская психиатрическая больница в Европе. Изначально услуги в основном предоставлялись еврейскому населению пережившему Холокост и людям страдающим психическими расстройствами как последствиями пережитого во время Второй мировой войны. В настоящее время Центр также оказывает помощь жертвам войн и геноцида нееврейского происхождения.

## Еврейские СМИ
- Еврейские теле и радиопередачи в Нидерландах производятся компанией NIKMedia. Частью NIKMedia является телекомпания Joodse Omroep, транслирующая документальные фильмы, рассказы и интервью на различные темы еврейской жизни каждое воскресенье и понедельник на телеканале Недерланд 2. (за исключением периода с конца мая по начало сентября). NIKMedia также подготавливает интервью и музыкальные программы для радиоканала Radio 5.
- Еженедельная газета Nieuw Israëlitisch Weekblad является старейшей из выходящих на сегодняшний день (еврейских) еженедельников в Нидерландах, количество подписчиков около 6000. Она является важным источником информации для многих голландских евреев, с упором на еврейские темы как на национальном, так и на международном уровне.
- Joods Journaal (еврейский еженедельник)[25] был основан в 1997 году и считается по сравнению с NIW более красочным . Он уделяет много внимания израильско-палестинскому конфликту.
- Hakehillot Magazine[26] — ещё одно еврейское периодическое издание, выходящее в Нидерландах, публикуется организацией NIK, еврейской общиной Амстердама и PIK.
- NVPJ издаёт свой собственный журнал Levend Joods Geloof («живая еврейская вера»), рассчитанный на более либеральную еврейскую аудиторию[27]. Журнал выходит шесть раз в году; на эту же группу читателей рассчитан журнал под названием Chidushim, организации Бейт Ха’Хидуш[28].
- Существует несколько еврейских веб-сайтов, публикующих на своих страницах новости для евреев в Нидерландах. Наиболее известным на сегодня является веб-сайт Joods.nl, с информацией как о еврейских общинах Нидерландов, так и об Израиле, еврейской культуре и молодёжи.

## Амстердам
Еврейская община Амстердама сегодня насчитывает около 15 000 человек. Большое количество евреев живут в районах Баутенфелдерт, Ауд-Зауд и Ривиренбюрт. Баутенфелдерт считается хорошим районом из-за низкой преступности, и тихого окружения.
Особенно много евреев живёт в районе Баутенфелдерт. В этом районе есть несколько кошерных ресторанов, две пекарни, израильские магазины, пиццерия и кошерные отделы в обычных супермаркетах. В этом районе расположены также еврейский дом престарелых, ортодоксальная синагога и три еврейские школы.

## Культурные особенности
Уникальным для Нидерландов является факт сосуществования ашкеназских и сефардских общин в непосредственной близости друг от друга. Имея разные культурные традиции, общины в основном были отделены друг от друга, но в результате их географического соседства появились межкультурные влияния, не возникавшие в других местах. Примечательно и то, что когда небольшие группы евреев только начинали создавать общины, они были вынуждены пользоваться услугами раввинов и других участников службы (левиты, кохены) из обеих культур, в зависимости от того, кто был доступен на данный момент.
Близкое соседство двух культур неизбежно привело к большему количеству смешанных браков, чем было известно в других странах, и, вследствие этого, многие евреи голландского происхождения носят фамилии, которые, кажется, опровергают их принадлежность к своей общине. Особенно необычно, что все голландские евреи на протяжении веков называли детей в честь бабушек или дедушек, что считается исключительно сефардской традицией (ашкеназы в других странах традиционно избегали называть ребёнка именем живущих родственников).
В 1812 году, когда Нидерланды находились под правлением Наполеона, все жители Нидерландов, включая евреев, были обязаны регистрировать свои фамилии в гражданских органах власти. Только сефарды строго следовали этому предписанию. В результате этой регистрации и других существующих записей стало ясно, что так как ашкеназы избегали гражданскую регистрацию, многие из них на протяжении сотен лет пользовались неофициальной системой фамилий.
Так же, во время правления Наполеона в 1809 году был принят закон, обязывающий голландские еврейские школы вести преподавание на голландском и иврите. Это привело к исключению других языков и, как следствие, идиш — разговорный язык ашкеназских евреев и португальский язык — бывший язык сефардов, практически вышли из обращения в среде голландских евреев. Некоторые слова на идише вошли в голландский язык, особенно в Амстердаме (который также называют Мокум, от ивритского слова маком: город, место) где исторически большая еврейская община оказала значительное влияние на местный диалект. Есть несколько других слов на иврите, употребляемых в местном диалекте, в том числе: «мазаль» — слово на иврите, означающее счастье и удача; «Тоф» (на иврите — тов), означающее «хорошо» (как и в מזל טוב — Мазаль тов), а «хоохэм» (на иврите — хахам: мудрый, хитрый, остроумный, умный), где голландское «g» произносится аналогично восьмой букве еврейского алфавита, гортанной Хэт.

## Влияние экономики на жизнь евреев
Евреи играли важную роль в развитии голландских колоний, а также в международной торговле.
Многие евреи, живущие в бывших голландских колониях, являются выходцами из Голландии.
Тем не менее, Голландия стала уступать контроль над торговыми путями более сильным колониальным державам, и в XVIII веке экономика пошла на спад. Многие ашкеназские евреи, жившие в сельских районах, перестали иметь средства к существованию и в поисках работы переселялись в города. Это вызвало крах большого количества маленьких еврейских общин. Целые общины перебирались в города, где количество евреев значительно увеличилось. В 1700 г. еврейское население Амстердама составляло 6 200 человек (примерно поровну ашкеназов и сефардов).
К 1795 г. эта цифра составила 20 335, причём подавляющее большинство из них были бедными ашкеназами.
Часто им приходилось жить в специальных еврейских кварталах, многие из которых были перенаселены. К середине XIX века усиливается миграция в другие страны, где еврейская эмансипация создавала для них больше возможностей.

## Персоналии
- Барух Спиноза
- Абраам Ицек Тушински
- Абраам Каподозе
- Ральф Принс
- Анна Франк
- Этти Хиллесум